# Otello (filme)
Otello é um filme italiano de 1986, baseado na ópera de mesmo nome de Giuseppe Verdi, dirigido por Franco Zeffirelli e estrelado por Plácido Domingo no papel-título.  Foi indicado ao Prêmio Bafta e ao Globo de Ouro de Melhor Filme Estrangeiro.

## Elenco
- Plácido Domingo como Otello
- Katia Ricciarelli como Desdemona
- Justino Díaz como Iago
- Petra Malakova como Emilia
- Urbano Barberini como Cassio
- Massimo Foschi como Lodovico
- Edwin Francis como Montano
- Sergio Nicolai como Roderigo
- Remo Remotti como Brabantio
- Antonio Pierfederici como Doge